# Ministerstwo Spraw Wewnętrznych (Białoruś)
Ministerstwo Spraw Wewnętrznych Republiki Białorusi (biał. Міністэрства ўнутраных спраў Рэспублікі Беларусь (МУС); ros. Министерство внутренних дел Республики Беларусь) – białoruski organ administracji państwowej odpowiedzialny za politykę bezpieczeństwa publicznego.

## Zadania ministerstwa
Do głównych zadań ministerstwa należy prowadzenie walki z przestępczością, ochrona porządku publicznego oraz kierowanie, koordynacja działań i kontrolowanie służb porządkowych Republiki Białorusi. Odpowiada również za szkolenie członków służb oraz przygotowywanie aktów prawnych dotyczących polityki bezpieczeństwa publicznego. Podlegają mu również wojska wewnętrzne.

## Historia
Służby Ministerstwa Spraw Wewnętrznych Białorusi swoją tradycję wywodzą od służb powstałych w czasie rewolucji lutowej oraz w okresie sowieckim. Za datę utworzenia białoruskiej milicji uważany jest dzień 4 marca 1917, gdy oddziały robotników rozbroiły i przejęły komendę carskiej policji w Mińsku. Po przejęciu władzy przez komunistów powstał Ludowy Komisariat Spraw Wewnętrznych Białoruskiej SRR, 26 marca 1946 przemianowany na Ministerstwo Spraw Wewnętrznych BSRR. Kolejna zmiana nazwy nastąpiła 5 września 1962 na Ministerstwo Ochrony Porządku Publicznego BSRR, jednak już 9 grudnia 1968 powrócono do poprzedniej nazwy.
1 marca 1991 Rada Najwyższa Białoruskiej Socjalistycznej Republiki Radzieckiej uchwaliła ustawę o milicji, regulującą działalność białoruskich organów spraw wewnętrznych. Przekształcała ona zależne od Moskwy Ministerstwo Spraw Wewnętrznych BSRR w niezależne od wpływów zewnętrznych Ministerstwo Spraw Wewnętrznych Republiki Białorusi oraz przekazywało pod jego dowództwo wszystkie organy spraw wewnętrznych ZSRS działające na terytorium Białorusi.
Obecnie działalność ministerstwa reguluję ustawa O organach wewnętrznych Republiki Białorusi z 17 lipca 2007.

### Ministrowie spraw wewnętrznych Białorusi
- Uładzimir Jahorau (1990 - 1994)
- Juryj Zacharanka (1994 - 1995)
- Walancin Ahalec (1995 - 1999)
- Juryj Siwakou (1999 - 2000)
- Uładzimir Nawumau (2000 - 2009)
- Anatol Kulaszou (2009 - 2012)
- Ihar Szuniewicz (2012 - 2019)
- Juryj Karajeu (2019 - 2020)
- Iwan Kubrakou (2020 - nadal)

## Obecne kierownictwo
nazwiska podano w transkrypcji z języka białoruskiego; stan na 31 października 2020
- gen. por. mil. Iwan Kubrakou – minister spraw wewnętrznych[3]
- płk. mil. Hienadź Kazakiewicz – pierwszy wiceminister spraw wewnętrznych; szef milicji kryminalnej
- gen. mjr. mil. Alaksandr Barsukou – wiceminister spraw wewnętrznych; szef milicji bezpieczeństwa publicznego
- gen. mjr. Juryj Nazaranka – wiceminister spraw wewnętrznych; dowódca wojsk wewnętrznych
- gen. mjr. mil. Siarhiej Chamienka – wiceminister spraw wewnętrznych[4]